# Tobias Frieß
Tobias Frieß (* in München) ist ein deutscher Synchronsprecher. Er arbeitet mit den Synchronstudios Scalamedia, SDI Media, FFS Film- & Fernseh Synchron und Engelszungen Sprecheragentur zusammen.

## Synchronrollen
- James DiGiacomo (als Petey Goldfeder) in K.C. Undercover (2015–) in Episode 8, 15, 16, 21 und 23 (Staffel 1)
- Graydon Yosowitz (als Grayden) in Kevin Can Wait (2016–) in Episode 6 (Staffel 1)